# Mugurel Sârbu
Mugurel Liviu Sârbu (n. 1 iunie 1969, Sebeș, Alba, România) este un politician român, primar al municipiului Sebeș.
La alegerile locale din 1996 a fost ales primar al municipiului Sebeș din partea PDSR.
Între 2003-2004 a fost prefect al județului Alba și președintele filialei PSD Alba.
În septembrie 2006 a fost exclus din această formațiune și s-a înscris în Partidul Democrat. Mugurel Sârbu a demisionat din Parlament pe data de 20 iunie 2008 și a fost înlocuit de deputatul Radu Eugeniu Coclici. În cadrul activității sale parlamentare, Mugurel Sârbu a fost membru în grupurile parlamentare de prietenie cu Malaezia, Republica Portugheză și Republica Austria.
În 2008 a revenit la conducerea Primăriei Sebeș, iar din 2012 se ocupă exclusiv de afaceri.